# Rum Cay
Rum Cay – nizinna wyspa w środkowej części archipelagu Wysp Bahama.
Rum Cay jest zbudowana z czwartorzędowych wapieni rafowych.
Na wyspie uprawia się palmę kokosową oraz agawę sizalską.